# Pollex crispus
Pollex crispus là một loài bướm đêm thuộc họ Erebidae. Loài này có ở miền bắc Sulawesi.
Sải cánh dài khoảng 13 mm. Cánh trước hẹp và màu nâu hơi xám. Cánh dưới màu nâu đậm đồng nhất.